# Europacup der Nordischen Kombination 1990/91
Der Europacup der Nordischen Kombination 1990/91 war eine vom Weltverband FIS ausgetragene Wettkampfserie in der Nordischen Kombination. Nachdem beim FIS-Kongress im Mai 1990 in Montreux die Organisation des Europacups beschlossen wurde, wurde der Unterbau zum Weltcup der Nordischen Kombination 1990/91 in jener Saison zum ersten Mal ausgetragen. Die Saison umfasste ursprünglich neun Stationen in Europa, jedoch mussten ein Teamwettbewerb in Oberhof sowie ein Einzelwettkampf in Breitenwang abgesagt werden. Die Saison begann am 15. Dezember 1990 in Planica und endete am 3. März 1991 in Szczyrk. Die Wettbewerbe fanden als Zwei-Tages-Wettkämpfe statt, wobei der Sprunglauf am ersten Wettkampftag abgehalten wurde. Für einen Sieg erhielt der Athlet 25 Punkte, wohingegen der auf Platz 15 rangierende Kombinierer nur noch einen Punkt gutgeschrieben bekam. An jeder Wettkampfstation gab es einen unterschiedlichen Sieger. Gesamtsieger wurde der Tschechoslowake Josef Kovařík, der zudem erheblich zum tschechoslowakischen Sieg der Nationenwertung beitrug.

## Austragungsorte
|  |

| Chaux-Neuve |

|  |

| Liberec |

|  |

| Oberhof |

|  |

| Ort           | Teilnehmende | Teilnehmende | Sieger         |
| Ort           | Athleten     | Nationen     | Sieger         |
| ------------- | ------------ | ------------ | -------------- |
| Planica       | 43           | 06           | Thomas Dufter  |
| Chaux-Neuve   | 42           | 07           | Fabrice Guy    |
| Liberec       | 58           | 06           | Milan Kučera   |
| Andelsbuch    | 36           | 06           | Josef Kovařík  |
| Berchtesgaden | 46           | 09           | Andreas Schaad |
| Szczyrk       | 37           | 06           | František Máka |

Beim Einzelwettkampf von Berchtesgaden nahmen Athleten aus neun Nationen teil, womit der Wettbewerb die größte Vielfalt aufwies. In Liberec gingen hingegen mit Abstand am meisten Athleten an den Start.

## Ergebnisse und Wertungen

### Wettbewerbsübersicht
| Datum          | Austragungsort | Disziplin                  | Sieger                                      | Zweiter                                        | Dritter                                  |
| -------------- | -------------- | -------------------------- | ------------------------------------------- | ---------------------------------------------- | ---------------------------------------- |
| 15./16.12.1990 | Planica        | K 90 / 15 km Gundersen     | Thomas Dufter                               | Thomas Donaubauer                              | Stanisław Ustupski                       |
| 22./23.12.1990 | Chaux-Neuve    | K 106 / 15 km Gundersen    | Fabrice Guy                                 | Andreas Schaad                                 | Francis Repellin                         |
| 29./30.12.1990 | St. Aegyd      | K 73 / 2×7,5 km Teamsprint | Deutschland INico Reichenberger Peter Bauer | Tschechoslowakei IRadomír Škopek Josef Kovařík | SowjetunionToomas Tiru Dmytro Proswirnin |
| 18./19.01.1991 | Liberec        | K 88 / 15 km Gundersen     | Milan Kučera                                | David Šojat                                    | Josef Kovařík                            |
| 09./10.02.1991 | Andelsbuch     | K 85 / 15 km Gundersen     | Josef Kovařík                               | Enrico Heisig                                  | Sven Leonhardt                           |
| 23./24.02.1991 | Berchtesgaden  | K 90 / 15 km Gundersen     | Andreas Schaad                              | Josef Kovařík                                  | Zbyněk Pánek                             |
| 02./03.03.1991 | Szczyrk        | K 85 / 15 km Gundersen     | František Máka                              | Thomas Donaubauer                              | Josef Kovařík                            |
| 09./10.03.1991 | Oberhof        | K 90 / 3×10 km Team        | abgesagt                                    | abgesagt                                       | abgesagt                                 |
| 16./17.03.1991 | Breitenwang    | K 85 / 15 km Gundersen     | abgesagt                                    | abgesagt                                       | abgesagt                                 |

### Wertungen
| Rang | Name              | Punkte |
| ---- | ----------------- | ------ |
| 01.  | Josef Kovařík     | 84     |
| 02.  | Thomas Donaubauer | 73     |
| 03.  | Andreas Schaad    | 45     |
| 04.  | František Máka    | 44     |
| 05.  | Enrico Heisig     | 40     |
| 06.  | Zbyněk Pánek      | 39     |
| 07.  | Milan Kučera      | 35     |
| 08.  | Thomas Dufter     | 25     |
|      | Fabrice Guy       | 25     |
| 10.  | Jean-Yves Cuendet | 21     |
| 11.  | David Šojat       | 20     |
| 12.  | Uwe Prenzel       | 19     |
|      | František Repka   | 19     |
|      | Radomír Škopek    | 19     |
| 15.  | Francis Repellin  | 18     |

| Rang | Name               | Punkte |
| ---- | ------------------ | ------ |
| 16.  | Peter Bauer        | 17     |
|      | Horst Hüttel       | 17     |
|      | Roland Schmidt     | 17     |
| 19.  | Michal Giacko      | 16     |
|      | Ralph Leonhardt    | 16     |
| 21.  | Sven Leonhardt     | 15     |
|      | Stanisław Ustupski | 15     |
| 23.  | Jörg Beetz         | 14     |
|      | Sylvain Guillaume  | 14     |
| 25.  | Andrea Cecon       | 13     |
|      | Falk Weber         | 13     |
| 27.  | Xavier Girard      | 12     |
| 28.  | Jürgen Dilger      | 11     |
|      | Fredy Glanzmann    | 11     |
|      | Markus Wüst        | 11     |

| Rang | Name               | Punkte |
| ---- | ------------------ | ------ |
| 31.  | Pierre Heinrich    | 10     |
|      | Jaroslav Kerda     | 10     |
|      | Petr Vrbičan       | 10     |
| 34.  | Michal Pustějovský | 09     |
|      | Robert Stadelmann  | 09     |
|      | Birger Thiel       | 09     |
| 37.  | Stefan Späni       | 08     |
| 38.  | Adam Kudzia        | 07     |
| 39.  | Nico Reichenberger | 08     |
| 40.  | Miroslav Kopal     | 05     |
| 41.  | Alexej Gachuokov   | 02     |
|      | Klaus Ofner        | 02     |
| 43.  | Bernd Blechschmidt | 01     |
|      | Hippolyt Kempf     | 01     |
|      | Adolf Lugsteiner   | 01     |

| Endstand nach sieben Wettbewerben (Top 3) |                  |        |
| \| Rang \| Name \| Punkte \| \| ---- \| ---------------- \| ------ \| \| 01. \| Tschechoslowakei \| 380 \| \| 02. \| Deutschland \| 373 \| \| 03. \| Schweiz \| 137 \| |                  |        |
| Rang | Name             | Punkte |
| 01. | Tschechoslowakei | 380    |
| 02. | Deutschland      | 373    |
| 03. | Schweiz          | 137    |